# Tori & Lokita
Tori & Lokita (Originaltitel: Tori et Lokita, internationaler Titel: Tori and Lokita) ist ein Spielfilm von Jean-Pierre und Luc Dardenne aus dem Jahr 2022. Das Drama stellt zwei junge afrikanische Migranten in den Mittelpunkt. Die Hauptrollen übernahmen Joely Mbundu und Pablo Schils.
Die belgisch-französische Koproduktion wurde im Wettbewerb des Filmfestivals von Cannes im Mai 2022 uraufgeführt.

## Handlung
Belgien in der Gegenwart: Der kleine Junge Tori und das heranwachsende Mädchen Lokita sind allein aus Afrika nach Europa migriert. Sie stellen ihre unbesiegbare Freundschaft den schwierigen Bedingungen ihres neu gefundenen Exils gegenüber.

## Hintergrund
Tori & Lokita ist der zwölfte Spielfilm des belgischen Brüderpaares Jean-Pierre und Luc Dardenne, die auch gemeinsam das Drehbuch verfassten. Für die Titelrollen wurden die im Kino noch unerprobten Nachwuchsdarsteller Joely Mbundu als Lokita und Pablo Schils als Tori verpflichtet. Zum weiteren Schauspielensemble gehören der kongolesisch-belgische Schauspieler Marc Zinga sowie Claire Bodson und Baptiste Sornin, die bereits zuvor in den Filmen der Dardenne-Brüder aufgetreten waren.
Die Dreharbeiten fanden vom 19. Juli bis 28. September 2021 in der belgischen Stadt Lüttich und Umgebung statt. Produziert wurde der Film von Les Films du Fleuve, Savage Film und Archipel 35. Für den Schnitt vertrauten die Filmemacher auf ihre langjährige Weggefährtin Marie-Hélène Dozo.

## Rezeption und Veröffentlichung
Tori & Lokita wurde in Branchenkreisen als möglicher Beitrag für das 75. Filmfestival von Cannes im Mai 2022 gehandelt. Tatsächlich wurde der Film in den Wettbewerb eingeladen, wo die Premiere am 24. Mai erfolgte.
In einem rein französischen Kritikenspiegel der Website Le film français sah keiner der 15 Kritiker Tori & Lokita als Palmen-Favoriten an. Dennoch vergaben sechs Kritiker mit drei Sternen die zweitbeste Wertung. Im internationalen Kritikenspiegel der britischen Fachzeitschrift Screen International erhielt der Film 2,7 von 4 möglichen Sternen und belegte unter allen 21 Wettbewerbsbeiträgen einen geteilten dritten Platz, hinter Die Frau im Nebel (3,2) und Armageddon Time (2,8).
Der Kinostart in Frankreich erfolgte am 5. Oktober 2022 im Verleih von Diaphana Distribution. Für die Vertretung der internationalen Verwertungsrechte ist Wild Bunch International verantwortlich. Am 26. Oktober 2023 kam der Film in die deutschen Kinos.

## Auszeichnungen
Für Tori & Lokita erhielten die Brüder Dardenne ihre neunte Einladung in den Wettbewerb um die Goldene Palme, den Hauptpreis des Filmfestivals von Cannes. Diesen hatten sie bereits zuvor zweimal erhalten. Die Jury ließ beiden einen Sonderpreis zuerkennen. Beim Jerusalem Film Festival im selben Jahr wurde Hauptdarsteller Pablo Schils eine lobende Erwähnung zuteil.
Darüber hinaus gelangte das Werk in die Vorauswahl zum Europäischen Filmpreis 2022.